# Oesilo
Oesilo (Oe Silo, Oésiloi, Oesilu) ist ein Ort im Verwaltungsamt Oesilo in der osttimoresischen Exklave Oe-Cusse Ambeno.

## Geographie
Der Ort liegt etwa 18 km südlich der Gemeindehauptstadt Pante Macassar, 459 m über dem Meer im Suco Bobometo. Zu dem Siedlungszentrum gehören die Orte Afumalule und Benais.